# 자유당 (브라질)
자유당(브라질 포르투갈어: Partido Liberal, PL)은 브라질의 우익 정당으로, 2006년에 설립되었다. 2019년 이름을 바꾸기 전까지는 공화당(Partido da República, PR)이었다.
2021년 11월 30일 자이르 보우소나루와 그의 아들 플라비우 보우소나루가 2022년 브라질 총선에 입후보하기 위해 이 당에 입당하여 당권을 장악하였다. 그러나 2022년 브라질 대통령 선거에서 노동자당 후보인 루이스 이나시우 룰라 다 시우바의 당선으로 자유당은 야당이 되었다.

## 같이 보기
- 브라질의 정당